# Канални острови (национален парк)
Националният парк Канални острови (на английски: Channel Islands National Park) се състои от 5 от 8-те Канални острови, намиращи се в Тихия океан, в близост до брега на южна Калифорния, разпростиращи се от Санта Барбара до Сан Клементе. Туристическият център се намира във Вентура.

## История
Националният парк Каналните острови е обявен за национален монумент на 26 април 1938 година. Статут на национален парк получава на 5 март 1980 година.

## География
Паркът се състои от 5 острова с обща площ 1010 км² (половината от тази площ е под океанското ниво):
- Сан Мигел (38 км²)
- Санта Роза (214 км²)
- Анкапа (2.8 км²)
- Санта Барбара (2.6 км²)
- Санта Круз (245 км²)

## Флора и фауна
Основната цел на създаването на парка е опазването на природните и културни ресурси, намиращи се на самите острови или под водата. Около 2000 вида растения и животни могат да се видят на територията му. Три от бозайниците са ендемични - еленовата мишка, петнистият скункс и островната лисица. Тук могат да се видят също така тюлени, морски слонове, гущери, сови и кафявият калифорнийски пеликан. 145 от всички видове са специфични за островите и не могат да се видят никъде другаде по света. В океана има огромно разнообразие - от микроскопичен планктон до големия син кит (застрашен от изчезване). Синият кит е най-голямото животно на Земята.